# Lahmu
Laḫmu, tudi Lakmu, Lahe, Lumasi ali asiro-akadsko Lamassu, je božanstvo iz akadske mitologije, ki je predstavljalo zodiak, starševske zvezde ali ozvezdja.

## Mitologija
Lahmu, ki pomeni "starševska zvezda" ali "ozvezdje", je bil zaščitniško in dobrodejno božanstvo, prvorojenec boga Abzuja in Tiamat. On in njegova sestra Lahamu sta bila starša Anšarja in Kišar, očeta neba in matere zemlje, ki sta rodila vse bogove mezopotamskega panteona. 
Lahmuja so upodabljali kot bradatega moža z rdečo prepasnico, običajno iz treh vrvi, in štirimi do šestimi kodri  na glavi. Upodabljali so ga tudi kot pošasti, ki so predstavljale vsaka svoje  ozvezdje. Pogosto so ga povezovali s Kusarikujem ali "bikom-človekom". V sumerskem obdobju je ime Lahmu lahko pomenilo tudi "blaten" ali "moten". Čuval je Abzujeva vrata Enkijevega templja v Eriduju. 
On in sestra Lahamu sta bila prvobitni božanstvi v babilonskem epu o stvaritvi sveta Enuma Eliš. Lahmu bi lahko bil povezan ali istoveten z Lahamujem, enim od Tiamatinih bitij v tem epu.
Nekateri znanstveniki, med njimi  William F. Albright, so špekulirali, da je ime Betlehem (Lehemova hiša) povezano s  kanaanskim božanstvom, sorodnim z Lahmujem in Lahamu,  in ne s kanaansko besedo lehem, ki pomeni kruh.

## Vira
- Michael Jordan. Encyclopedia of Gods. Kyle Cathie Limited, 2002.
- Black, Jeremy; Green, Anthony. Gods Demons and Symbols of Ancient Mesopotamia. University of Texas Press, Austin, 2003.